# The Fable of the Honeymoon That Tried to Come Back
The Fable of the Honeymoon That Tried to Come Back' è un cortometraggio muto del 1914 diretto da Richard Foster Baker, il cui soggetto è tratto da una storia di George Ade.

## Produzione
Il film fu prodotto dalla Essanay Film Manufacturing Company.

## Distribuzione
Distribuito dalla General Film Company, il film - un cortometraggio di una bobina - uscì nelle sale cinematografiche USA il 9 settembre 1914.